# محوطه چیه
محوطه چیه در شهرستان خرم‌آباد، بخش دوره چگینی، دهستان تشکن، ۹۰۰ متری جنوب روستای کریه ۲ واقع شده و این اثر در تاریخ ۲۲ اسفند ۱۳۸۵ با شمارهٔ ثبت ۱۸۲۱۱ به‌عنوان یکی از آثار ملی ایران به ثبت رسیده است.